# Батраков, Владимир Павлович
Батраков Владимир Павлович (15 июля 1911, Большие Соли, Костромская губерния — 8 сентября 1981) — учёный в области коррозии и защиты металлов.

## Биография
Родился в селе Большие Соли (ныне — Некрасовское Ярославской области). Окончил химический факультет МГУ (1938), к.т. н. (1946), д.т. н. (1965), профессор (1966).
С 1937 по 1981 г. работал в ВИАМ: техник (1937), инженер (1938), ст. инженер (1941), начальник лаборатории (1953). За это время внес большой вклад в развитие фундаментальной науки о коррозии металлов.

## Научная деятельность
Совместно с Г. В. Акимовым им было открыто явление перепассивации металлов и сплавов, явление катодной пассивности, разработаны новые представления в области структурной коррозии металлов, впервые в мировой практике создан целый класс оригинальных двухфазных аустенитно-ферритных нержавеющих сталей, разработаны новые мартенситные нержавеющие стали, новые коррозионностойкие сплавы и припои. В годы Великой Отечественной разработал новую технологию получения высококачественного хрома, заменившего остродефицитный кобальт для наплавки клапанов боевых самолетов. При его активном участии была решена проблема производства нихрома для новых мощных авиационных моторов.
Опубликовал более 200 научных трудов, автор 50 изобретений.

## Награды
- Орден Ленина
- Орден Трудового Красного Знамени
- Орден «Знак Почёта»
- медалями.

## Публикации
- Батраков Владимир Павлович. viam.ru. Дата обращения: 28 октября 2012. Архивировано 12 декабря 2012 года.